# .art
.art ist eine generische Top-Level-Domain (gTLD) im Domain Name System des Internets.

## Geschichte
Die TLD .art wurde am 24. März 2016 zwischen ICANN und UK Creative Ideas Limited vereinbart und am 10. Mai 2017 der Öffentlichkeit zugänglich gemacht. Der Gründer von UK Creative Ideas und von .art ist der in London ansässige Investor und Kunstsammler Ulvi Kasimov, der 25 Millionen Dollar in die Domain-Initiative investierte. Es gab neun weitere konkurrierende Angebote für den Betrieb der Top-Level-Domain.
Einige frühe Registrierungen wurden von Apple, Instagram, Kickstarter.com und Rolex sowie dem Louvre, der Tate, dem Centre Pompidou, dem Art Institute of Chicago und dem Guggenheim erworben. .art-Domainnamen können direkt an Kunstwerke (und nicht an Institutionen oder Personen) vergeben werden. Dieser neue Dienst wird Digital Twin genannt. Durch die Aushandlung einer einzigartigen Vereinbarung mit der ICANN hat .art in seine Domänenregistrierungsformulare die Möglichkeit integriert, spezifische Beschreibungsfelder hinzuzufügen. Diese Felder enthalten Informationen, die auf der Objekt-ID basieren – einem universellen Standard zur Identifizierung von Kunstobjekten, der vom J. Paul Getty Trust entwickelt und von der UNESCO, ICOM und den wichtigsten Strafverfolgungsbehörden übernommen wurde. Der Standard enthält die notwendigen Informationen über ein Kunstwerk und seinen Besitzer.
Im Jahr 2020 erhielt das .art-Register ein US-amerikanisches Patent für die Speicherung und Identifizierung von Objekten im WHOIS. Der Dienst ist unter dem Namen Digital Twin bekannt.